# Bolivar County
Bolivar County is een county in de Amerikaanse staat Mississippi.
De county heeft een landoppervlakte van 2.270 km² en telt 40.633 inwoners (volkstelling 2000). De hoofdplaats is Cleveland.